# Pierrick Lilliu
Pour l’article homonyme, voir Lilliu.
Pierrick Lilliu, né le 13 juillet 1986 à Mulhouse, est un chanteur de pop rock français, d'origine bretonne et sarde, ayant grandi dans le village de Carspach en Alsace . Il vécut ensuite à Inzinzac-Lochrist entouré de ses parents, de sa sœur et de son frère Nyco Lilliu. Il étudia au lycée Charles de Gaulle de Vannes puis au lycée Victor Hugo de Hennebont. En 2005, il participe à la Nouvelle Star et remporte la seconde place derrière Myriam Abel.

## Biographie
Peu après la fin de l'émission, Pierrick Lilliu enregistre son premier single, À cœur ouvert puis sort son album Besoin d'espace, dont il a écrit et coécrit plusieurs titres.
En 2006, Il fait ensuite une apparition dans le film de Thierry Klifa : Le Héros de la famille, dans le rôle du beau fils gay de Catherine Deneuve.
Pierrick Lilliu s'est entouré de musiciens pour former le groupe Doctor Swan.
Depuis environ 6 mois il a intégré le groupe Tipsy Divers.
Avec son frère Nyco, il forme en 2018 le groupe Lilliu et sort un single Mieux comme ça.

## Discographie
| Album |
| --- |
| Besoin d'espace - Sortie: 17 octobre 2005 - Titres - Besoin d'espace - 3:09 - Héroïne - 3:51 - À cœur ouvert - 3:32 - Des larmes - 3:28 - S'arrêter là - 3:33 - La Même Erreur - 3:43 - Ecoute-moi - 4:30 - Bretagne Dédicace - 4:44 - Comme un frère (écrite par son frère Nicolas Lilliu, dit Nyco, et interprétée en duo avec lui) - Je savais - 3:38 - Là-haut - 4:36 - Singles: - À cœur ouvert (30 mai 2005) (classé disque d'argent) - Besoin d'espace (17 octobre 2005) |

## Source
1. ↑  Disque en France.com « Copie archivée » (version du 21 septembre 2008 sur Internet Archive).